# Niedersetzen
Niedersetzen ist ein Stadtteil der Großstadt Siegen in Nordrhein-Westfalen.

## Geografie
Er liegt im Norden Siegens und grenzt unter anderem an die Stadtteile Geisweid im Südwesten, Dillnhütten im Westen und Obersetzen im Norden. Im Nordwesten grenzt der Ort an den Kreuztaler Stadtteil Buschhütten und im Osten an Dreis-Tiefenbach, das zu Netphen gehört.
Niedersetzen liegt im Tal der Setze, die nördlich von Obersetzen entspringt und in Geisweid in die Ferndorf mündet, sowie einem Seitental. Höchste Erhebung um den Ort ist der Blecherother Schlag mit 435,2 m Höhe im Nordosten Niedersetzens. Südlich davon liegt der Dreisbacher Berg mit 425,7 m Höhe.

## Geschichte
Niedersetzen wurde im Jahr 1418 erstmals urkundlich erwähnt.
Bis zur kommunalen Neugliederung im Jahr 1966 gehörte der Ort dem Amt Netphen an und wurde am 1. Juli 1966 Stadtteil der neuen Stadt Hüttental. Seit dem 1. Januar 1975 gehört Niedersetzen zu Siegen.

### Einwohnerzahlen
Einwohnerzahlen des Ortes:
| Jahr | Einwohner |
| ---- | --------- |
| 1818 | 134       |
| 1885 | 181       |
| 1895 | 209       |
| 1905 | 292       |
| 1910 | 350       |
| 1925 | 386       |

| Jahr | Einwohner |
| ---- | --------- |
| 1933 | 391       |
| 1939 | 418       |
| 1950 | 527       |
| 1961 | 599       |
| 1994 | 740       |
| 2004 | 704       |

| Jahr | Einwohner |
| ---- | --------- |
| 2006 | 698       |
| 2008 | 679       |
| 2009 | 669       |
| 2010 | 671       |
| 2011 | 654       |
| 2012 | 657       |

| Jahr | Einwohner |
| ---- | --------- |
| 2013 | 660       |
| 2014 | 648       |
| 2015 | 636       |
| 2016 | 654       |

## Infrastruktur
Niedersetzen liegt an der Kreisstraße 27, die von Geisweid über den Ort und weiter nördlich über Obersetzen bis nach Unglinghausen führt. Im Ort zweigt sich die Kreisstraße 30 ab, die über die südliche Höhe nach Dreis-Tiefenbach führt. Über Geisweid ist der Ort an die Hüttentalstraße und über die Abfahrt Siegen an die Bundesautobahn 45 angebunden. Der nächste Bahnhof ist in Geisweid.
Niedersetzen verfügt über einen Friedhof, ein evangelisches Gemeindehaus und die Freiwillige Feuerwehr. Kindergarten und die ehemalige Setzer Grundschule befinden sich am südlichen Ende von Obersetzen.

## Persönlichkeiten
- Lothar Irle (1905–1974); Heimatforscher und Schriftsteller